# 塑合板

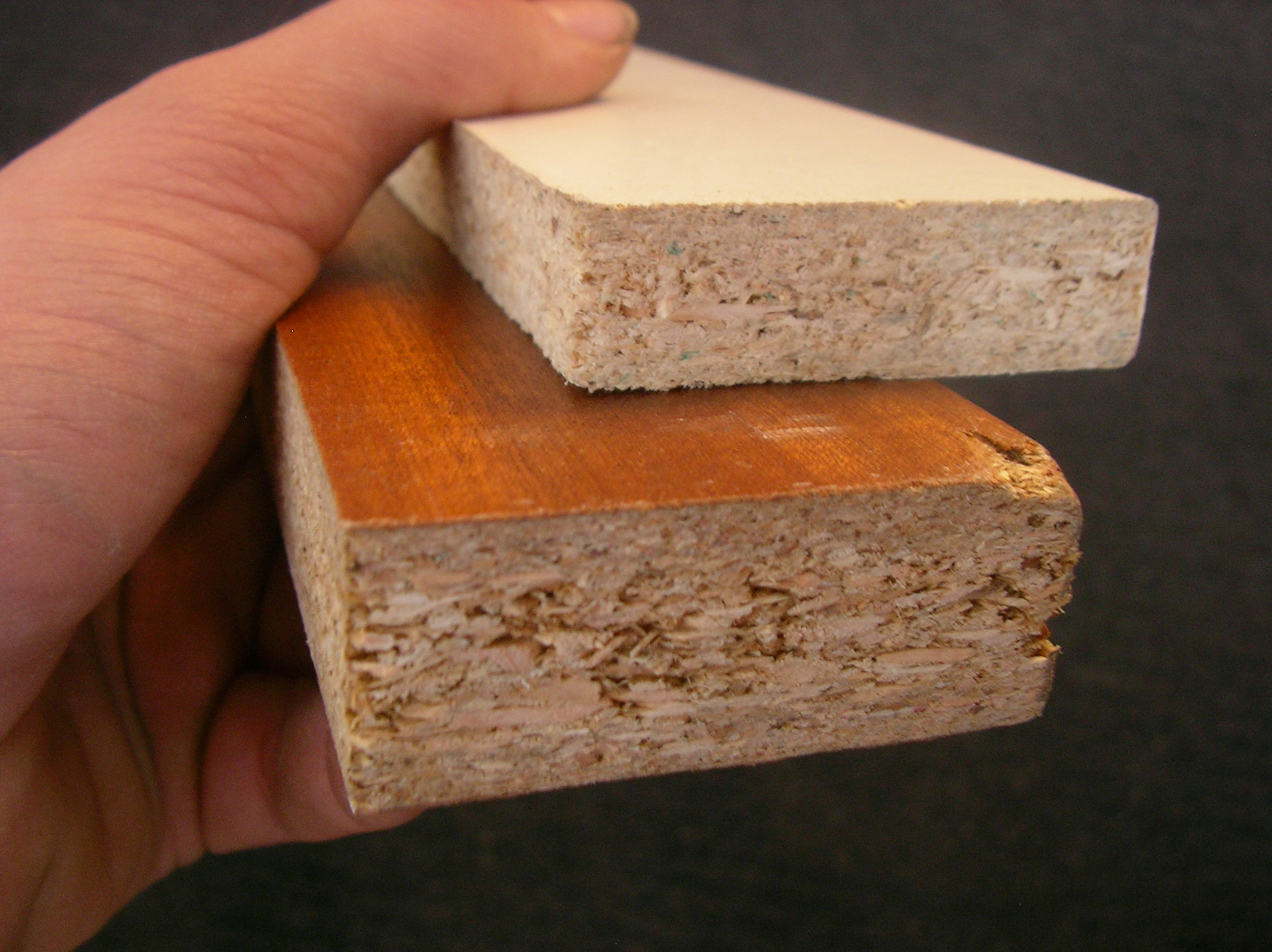
有薄片的塑合板

塑合板，中國大陸稱為刨花板，香港俗稱蔗渣板，屬於低密度的塑合板材，是一種人造板，由木屑、鋸木廠鋸下的木片或木屑，搭配合成樹脂或其他黏合劑所擠壓而成。定向纖維板，又稱OSB板（oriented strand board），木屑經過水平、垂直方向的堆疊，木屑間的縫隙較小，密度較高，使板子更緊實，適用於結構，以上通稱纖維板。

## 特色

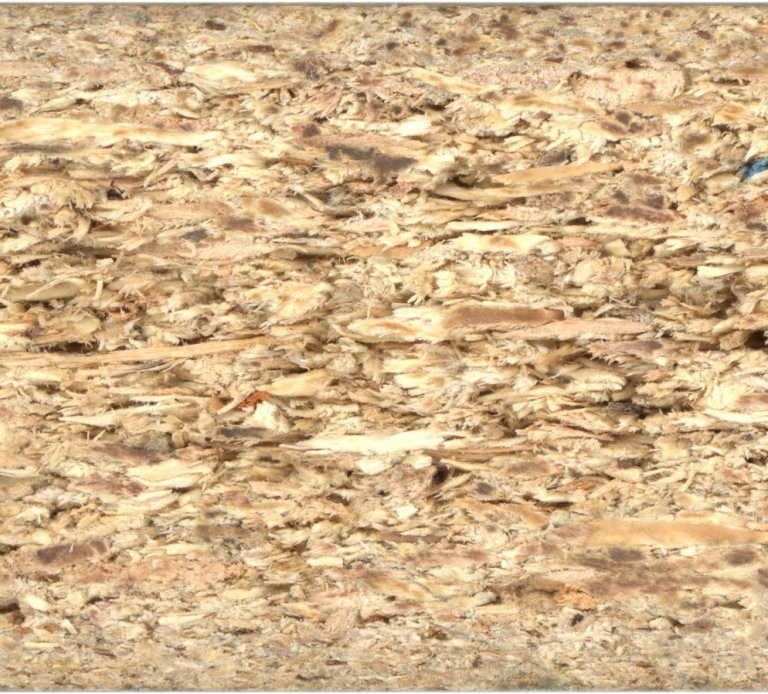
塑合板的橫切面

塑合板比一般傳統木頭跟膠合板便宜，密度也較高，品質也更穩定，通常若成本有所考量且不太在意強度跟美觀的時候，會用塑合板來取代傳統木頭。雖然說塑合板的密度比傳統木頭高，不過塑合板是所有纖維板中除了絕緣板之外最輕也最脆弱的。密集板比起塑合板更強壯且密度更高、更强大和密比刨花板。 不同等级的塑合板的密度不同，密度越大則強度更強，螺絲扣件也會更難鎖入。
塑合板最大的缺點是容易吸收濕氣而膨脹變形且會變色，特别是外層沒有上漆或其他塗層的時候。因此，塑合板很少在戶外或是濕氣重的地方來使用，在浴室或廚房中通常會把塑合板鋪在PVC塑膠板下當做基底。
東南亞使用硬度較低的闊葉林及橡膠樹製作出的塑合板硬度稍軟
歐洲使用硬度較高的針葉林為主及部分闊葉林為輔製作出的塑合板硬度較為堅固耐用

## 安全
製造和使用都存在安全問題。刨花板加工（例如鋸切或銑削）時會釋放細小的灰塵和化學物質。許多國家都認識到木屑的危害，因此制定了職業暴露限制。切割刨花板會釋出甲醛、一氧化碳、氰化氫等，若是氨基樹脂，則為苯酚，若是苯酚甲醛樹脂，則為苯酚。
另一個安全問題是甲醛隨著時間的推移而緩慢釋放。 1984 年，出於對新建預製房屋室內甲醛含量過高的擔憂，美國住房和城市發展部製定了建築標準。刨花板（PB）、中密度纖維板（MDF）、定向刨花板（OSB）和強化地板一直是甲醛排放的主要來源。為了應對消費者和木工對產業的壓力，PB 和 MDF 推出了「無添加甲醛」(NAF) 版本，但截至 2015 年尚未普遍使用。許多其他建築材料，如家具飾面、地毯和填縫材料，以及脲醛泡沫隔熱材料都會釋放甲醛，加拿大禁止將其安裝在住宅封閉空心牆中。甲醛被世界衛生組織列為已知的人類致癌物。